# Heerlijkheid Utrecht
De heerlijkheid Utrecht was het deel van het voormalige grondgebied van de bisschop van Utrecht nadat het in 1528 was overgedragen aan keizer Karel V.

## Geschiedenis
Het wereldlijke gebied van de bisschop, het Sticht, bestond uit het Nedersticht rondom Utrecht, terwijl het later daarbij gekomen gebied aan de overzijde van de IJssel het Oversticht heette.
Het bisschoppelijk gezag over deze twee afzonderlijke gebieden raakte dermate ondermijnd dat bisschop Hendrik van Beieren in 1528 zijn wereldlijke macht aan keizer Karel V afstond.
De keizer werd zodoende ook heer van deze gebieden, die vanaf dat moment als de heerlijkheden Utrecht, Overijssel en Drenthe bij de Zeventien Provinciën van de Nederlanden gerekend worden.
Later zijn uit dit grondgebied de gewesten Utrecht en Overijssel en het landschap Drenthe ontstaan, onderdelen van de Republiek der Zeven Verenigde Nederlanden.